# Alba Pujals i Roigé
Alba Pujals i Roigé   (Terrassa, 1992) és una trombonista i compositora de jazz catalana.

## Biografia
Formada a l'Escola Oriol Martorell, al Conservatori de Terrassa, a l'Escola Superior de Música de Catalunya (ESMUC), al Conservatori d'Amsterdam i a la prestigiosa Juilliard School de Nova York, on aprofundeix en els seus estudis de jazz sota la direcció de Wynton Marsalis.
Ha actuat en sales i festivals d'arreu del món, com Dizzy’s Club (Nova York), Rose Theater (Lincoln Center de Nova York), Bimhuis (Països Baixos), North Sea Jazz Festival (Països Baixos), Grachtenfestival (Països Baixos), Palau de la Música Catalana (Barcelona), l'Auditori (BCN) i el Festival Jazz de Terrassa, entre d'altres. Ha compartit escenari amb músics de gran trajectòria com Joshua Redman, Dick Oatts, Perico Sambeat o Carles Benavent.
El 2023 s'estableix a Catalunya per presentar el seu àlbum de debut, Apologia (The Changes Music, 2023) i el projecte Two Slides, amb la també trombonista i cantant Rita Payés, amb qui publica l'EP Two Slides Vol. 1.
Forma part de l'escena jazzística i de música moderna de Barcelona. A banda de liderar la formació Alba Pujals Quintet, que té la característica de comptar amb dos trombons, participa en projectes com The Bop Collective, liderat per la saxofonista Irene Reig, Lluc Casares Septet, BAO (Barcelona Art Orchestra), Hip Horns i The Penguins. Ha col·laborat amb bandes i artistes com The Gramophone Allstars, New Cool Collective i C. Tangana.